# Eleutherococcus setchuenensis
Eleutherococcus setchuenensis är en araliaväxtart som först beskrevs av Hermann Harms och Friedrich Ludwig Diels, och fick sitt nu gällande namn av Takenoshin Nakai. Eleutherococcus setchuenensis ingår i släktet Eleutherococcus och familjen Araliaceae. Utöver nominatformen finns också underarten E. s. latifoliatus.